# Watanabe Juri
Watanabe Juri (渡邉珠理 Watanabe Juri, Độ Biên Châu Lý) (sinh ngày 16 tháng 8 năm 1995), là một người mẫu và hoa hậu người Nhật Bản. Cô đạt được danh hiệu Hoa hậu Hoàn vũ Nhật Bản 2021. Với tư cách là Hoa hậu Hoàn vũ Nhật Bản, cô đại diện Nhật Bản tại Hoa hậu Hoàn vũ 2021 được tổ chức ở Eilat, Israel và lọt vào Top 16 chung cuộc.

## Tiểu sử và học vấn
Juri sinh ra tại Nhật Bản với cha là người Nhật Bản và mẹ là người Hàn Quốc. Lớn lên ở Nhật Bản và Trung Quốc khi còn nhỏ, cô chuyển đến Hoa Kỳ từ năm 12 tuổi. Khi còn là học sinh trung học cơ sở và trung học phổ thông, cô đã tham dự một hội nghị quốc tế về các vấn đề an ninh và môi trường được tổ chức tại Kenya. Cô theo học một chương trình du học ngắn hạn tại Ấn Độ và bắt đầu quan tâm đến sự phát triển quốc tế. Trong thời gian theo học tại UCLA, cô không chỉ học về Nhật Bản và Hoa Kỳ mà còn về ngoại giao quốc tế, chẳng hạn như thực tập với Caroline Kennedy, Đại sứ Hoa Kỳ lúc bấy giờ tại Nhật Bản. Với mong muốn tạo ra một xã hội tốt đẹp hơn, cô đã tham gia trong các hoạt động của Hoa hậu Hoàn vũ Nhật Bản, và dự kiến đăng ký vào một trường kinh doanh từ tháng 3 năm 2022 để lấy bằng MBA.

## Các cuộc thi sắc đẹp

### Hoa hậu Hoàn vũ Nhật Bản 2021
Ngày 22 tháng 9 năm 2021, cô đăng quang Hoa hậu Hoàn vũ Nhật Bản 2021 và được trao tặng lại vương miệng bởi hoa hậu tiền nhiệm Aisha Tochigi.

### Hoa hậu Hoàn vũ 2021
Ngày 12 tháng 12 năm 2021, cô đại diện Nhật Bản tại Hoa hậu Hoàn vũ 2021 và lọt vào Top 16 chung cuộc.